# Liste des monuments historiques de Metz
Ce tableau présente la liste de tous les monuments historiques classés ou inscrits dans la ville de Metz, Moselle, en France.

## Liste
| Monument                                                 | Adresse                                                           | Coordonnées                      | Notice         | Protection             | Date                | Illustration                                            |
| -------------------------------------------------------- | ----------------------------------------------------------------- | -------------------------------- | -------------- | ---------------------- | ------------------- | ------------------------------------------------------- |
| Abbatiale Sainte-Glossinde                               | Place Sainte-Glossinde                                            | 49° 06′ 48″ nord, 6° 10′ 25″ est | « PA00106811 » | Classé Inscrit         | 1978                | Abbatiale Sainte-Glossinde                              |
| Abbaye de Saint-Arnould                                  | Rue aux Ours Rue Poncelet                                         | 49° 07′ 04″ nord, 6° 10′ 19″ est | « PA00106809 » | Inscrit                | 1986                | Abbaye de Saint-Arnould                                 |
| Abbaye Saint-Clément de Metz Hôtel de région de Lorraine | 28 rue du Pontiffroy                                              | 49° 07′ 29″ nord, 6° 10′ 34″ est | « PA00106810 » | Classé                 | 1972                | Abbaye Saint-Clément de MetzHôtel de région de Lorraine |
| Abbaye et basilique Saint-Vincent                        | Place Saint-Vincent                                               | 49° 07′ 25″ nord, 6° 10′ 22″ est | « PA00106835 » | Classé                 | 1930                | Abbaye et basilique Saint-Vincent                       |
| Basses grilles de la Seille                              |                                                                   | 49° 07′ 16″ nord, 6° 11′ 07″ est | « PA00106837 » | Inscrit                | 1932                | Basses grilles de la Seille                             |
| Caserne Chambière                                        |                                                                   | 49° 07′ 58″ nord, 6° 11′ 27″ est | « PA00106814 » | Inscrit                | 1929                | Caserne Chambière                                       |
| Caserne du Cloître                                       | Rue Saint-Marcel                                                  | 49° 07′ 20″ nord, 6° 10′ 18″ est | « PA00106815 » | Classé                 | 1926                | Caserne du Cloître                                      |
| Caserne Ney                                              | Avenue Ney                                                        | 49° 06′ 50″ nord, 6° 10′ 16″ est | « PA00106816 » | Inscrit                | 1929                | Caserne Ney                                             |
| Cathédrale Saint-Étienne                                 | Place d'Armes Place Jean-Paul-II Place Saint-Étienne Rue d'Estrée | 49° 07′ 13″ nord, 6° 10′ 32″ est | « PA00106817 » | Classé                 | 1930                | Cathédrale Saint-Étienne                                |
| Chapelle de la Miséricorde                               | 32, 34 rue de la Chèvre                                           | 49° 06′ 59″ nord, 6° 10′ 42″ est | « PA00106818 » | Classé                 | 1968                | Chapelle de la Miséricorde                              |
| Chapelle du Petit-Saint-Jean                             | 13 rue Vincentrue                                                 | 49° 07′ 26″ nord, 6° 10′ 34″ est | « PA00106820 » | Inscrit                | 1973                | Chapelle du Petit-Saint-Jean                            |
| Chapelle Saint-Genest                                    | 3 en Jurue                                                        | 49° 07′ 07″ nord, 6° 10′ 42″ est | « PA00106819 » | Inscrit                | 1929                | Chapelle Saint-Genest                                   |
| Chapelle des Templiers                                   |                                                                   | 49° 06′ 52″ nord, 6° 10′ 11″ est | « PA00106821 » | Classé                 | 1840                | Chapelle des Templiers                                  |
| Cimetière de l'Est                                       | Avenue de Strasbourg                                              | 49° 06′ 34″ nord, 6° 12′ 07″ est | « PA57000026 » | Inscrit                | 2003                | Cimetière de l'Est                                      |
| Cloître des Récollets                                    | 2 rue de l'Abbé-Risse 1 rue des Récollets                         | 49° 07′ 10″ nord, 6° 10′ 49″ est | « PA00106826 » | Classé                 | 1972                | Cloître des Récollets                                   |
| Collège des Jésuites                                     | Place Gabriel-Hocquard                                            | 49° 07′ 29″ nord, 6° 10′ 34″ est | « PA00106822 » | Classé                 | 1992                | Collège des Jésuites                                    |
| Collégiale Saint-Sauveur                                 | 6 rue du Petit-Paris                                              | 49° 07′ 06″ nord, 6° 10′ 31″ est | « PA00106823 » | Inscrit                | 1929                | Image manquante Téléverser                              |
| Corps de garde                                           | 2 place d'Armes                                                   | 49° 07′ 13″ nord, 6° 10′ 35″ est | « PA00106813 » | Classé                 | 1921                | Corps de garde                                          |
| École d'application de l'artillerie et du génie          | 64, 66 rue Saint-Michel                                           | 49° 06′ 58″ nord, 6° 10′ 22″ est | « PA00106827 » | Classé                 | 1929                | École d'application de l'artillerie et du génie         |
| École Chanteclair-Debussy                                | 29/31 boulevard Paixhans                                          | 49° 07′ 23″ nord, 6° 10′ 59″ est | « PA57000034 » | Inscrit                | 2012                | École Chanteclair-Debussy                               |
| Église des Grands-Carmes                                 | Rue Marchant boulevard Paixhans                                   | 49° 07′ 21″ nord, 6° 10′ 57″ est | « PA00106828 » | Classé                 | 1929                | Église des Grands-Carmes                                |
| Église Notre-Dame                                        | 21 rue de la Chèvre                                               | 49° 06′ 59″ nord, 6° 10′ 40″ est | « PA00106829 » | Classé                 | 1968                | Église Notre-Dame                                       |
| Église Sainte-Lucie                                      | Rue Jean-Pierre-Jean                                              | 49° 07′ 33″ nord, 6° 13′ 04″ est | « PA00107055 » | Inscrit                | 1991                | Église Sainte-Lucie                                     |
| Église Sainte-Ségolène                                   | Place Jeanne-d'Arc                                                | 49° 07′ 17″ nord, 6° 10′ 49″ est | « PA00106834 » | Classé                 | 2014                | Église Sainte-Ségolène                                  |
| Église Sainte-Thérèse-de-l'Enfant-Jésus                  | Rue de Verdun                                                     | 49° 06′ 22″ nord, 6° 10′ 01″ est | « PA00107056 » | Classé                 | 1998                | Église Sainte-Thérèse-de-l'Enfant-Jésus                 |
| Église Saint-Étienne-le-Dépenné                          | 1 rue Gaudrée                                                     | 49° 06′ 54″ nord, 6° 11′ 02″ est | « PA00106830 » | Classé Inscrit         | 1928 1989           | Église Saint-Étienne-le-Dépenné                         |
| Église Saint-Eucaire                                     | Rue des Allemands                                                 | 49° 07′ 05″ nord, 6° 11′ 02″ est | « PA00106831 » | Classé                 | 1979                | Église Saint-Eucaire                                    |
| Église Saint-Martin                                      | Rue Lasalle                                                       | 49° 06′ 52″ nord, 6° 10′ 37″ est | « PA00106832 » | Classé                 | 1925                | Église Saint-Martin                                     |
| Église Saint-Maximin                                     | Rue Mazelle                                                       | 49° 06′ 57″ nord, 6° 11′ 01″ est | « PA00106833 » | Classé                 | 1923                | Église Saint-Maximin                                    |
| Église Saint-Pierre-aux-Nonnains                         | Rue de la Citadelle                                               | 49° 06′ 54″ nord, 6° 10′ 10″ est | « PA00106812 » | Classé                 | 1909 1932           | Église Saint-Pierre-aux-Nonnains                        |
| Église Saint-Simon-Saint-Jude                            | 4 à 9 place de France                                             | 49° 07′ 37″ nord, 6° 10′ 00″ est | « PA00107034 » | Inscrit                | 1989                | Église Saint-Simon-Saint-Jude                           |
| Église des Trinitaires                                   | 2 rue des Trinitaires                                             | 49° 07′ 14″ nord, 6° 10′ 45″ est | « PA00106836 » | Classé                 | 1973                | Église des Trinitaires                                  |
| Enceinte médiévale                                       |                                                                   | 49° 07′ 19″ nord, 6° 11′ 09″ est | « PA00106837 » | Inscrit                | 1932 1971           | Enceinte médiévale                                      |
| Fontaine Coislin                                         | Rue Cambout                                                       | 49° 06′ 52″ nord, 6° 10′ 51″ est | « PA00106838 » | Classé                 | 1929                | Fontaine Coislin                                        |
| Fontaine de la place Sainte-Croix                        | Place Sainte-Croix                                                | 49° 07′ 12″ nord, 6° 10′ 33″ est | « PA00106839 » | Inscrit                | 1929                | Fontaine de la place Sainte-Croix                       |
| Fort Moselle                                             |                                                                   | 49° 07′ 38″ nord, 6° 10′ 05″ est | « PA00106917 » | Inscrit                | 1929                | Fort Moselle                                            |
| Fort de Queuleu                                          | Allée Jean-Burger                                                 | 49° 05′ 50″ nord, 6° 12′ 10″ est | « PA00106840 » | Inscrit                | 1970                | Fort de Queuleu                                         |
| Gare de Metz-Ville                                       | Place du Général-de-Gaulle                                        | 49° 06′ 35″ nord, 6° 10′ 38″ est | « PA00106842 » | Inscrit                | 1975                | Gare de Metz-Ville                                      |
| Grange des Antonistes                                    | 7 rue des Piques                                                  | 49° 07′ 18″ nord, 6° 10′ 43″ est | « PA00106824 » | Inscrit Classé         | 1930 1994           | Grange des Antonistes                                   |
| Grenier de Chèvremont                                    | Rue du Chèvremont                                                 | 49° 07′ 18″ nord, 6° 10′ 43″ est | « PA00106843 » | Classé                 | 1924                | Grenier de Chèvremont                                   |
| Hôpital militaire du Fort Moselle                        | Quai Richepanse                                                   | 49° 07′ 41″ nord, 6° 10′ 13″ est | « PA00106844 » | Inscrit                | 1937                | Hôpital militaire du Fort Moselle                       |
| Hospice Saint-Nicolas                                    | 2 place Saint-Nicolas En Nicolairue                               | 49° 06′ 50″ nord, 6° 10′ 42″ est | « PA00106845 » | Inscrit                | 1929 1993           | Hospice Saint-Nicolas                                   |
| Hôtel des Arts et Métiers                                | 1, 3 avenue Foch 5 place Raymond-Mondon 2, 2bis rue Gambetta      | 49° 06′ 41″ nord, 6° 10′ 23″ est | « PA57000022 » | Inscrit                | 2002                | Hôtel des Arts et Métiers                               |
| Hôtel de la Bulette                                      | 1 place Sainte-Croix                                              | 49° 07′ 12″ nord, 6° 10′ 44″ est | « PA00106846 » | Inscrit                | 1931 1933           | Hôtel de la Bulette                                     |
| Hôtel de Burtaigne                                       | 4, 6 place des Charrons                                           | 49° 06′ 57″ nord, 6° 10′ 54″ est | « PA00106848 » | Classé                 | 2006                | Hôtel de Burtaigne                                      |
| Hôtel de Gargan                                          | 9 en Nexirue                                                      | 49° 07′ 04″ nord, 6° 10′ 23″ est | « PA00106847 » | Inscrit                | 1929                | Hôtel de Gargan                                         |
| Hôtel de Gournay                                         | 9 rue du Grand-Cerf                                               | 49° 06′ 57″ nord, 6° 10′ 40″ est | « PA00106871 » | Inscrit                | 1929                | Hôtel de Gournay                                        |
| Hôtel de Heu                                             | 19, 21 rue de la Fontaine                                         | 49° 06′ 52″ nord, 6° 10′ 41″ est | « PA00106849 » | Classé                 | 1990                | Hôtel de Heu                                            |
| Hôtel de Malte                                           | 9 rue des Murs Rue d'Enfer                                        | 49° 07′ 07″ nord, 6° 10′ 45″ est | « PA00107035 » | Inscrit                | 1989                | Hôtel de Malte                                          |
| Hôtel du Parlement                                       | 12 place d'Armes                                                  | 49° 07′ 10″ nord, 6° 10′ 32″ est | « PA00106853 » | Classé                 | 1928                | Hôtel du Parlement                                      |
| Hôtel du Parlement                                       | 13, 14, 15, 16, 17, 18 place d'Armes                              | 49° 07′ 10″ nord, 6° 10′ 31″ est | « PA00106854 » | Classé                 | 1922                | Hôtel du Parlement                                      |
| Hôtel Saint-Livier                                       | 1bis rue des Trinitaires                                          | 49° 07′ 15″ nord, 6° 10′ 45″ est | « PA00106851 » | Inscrit                | 1939 2003           | Hôtel Saint-Livier                                      |
| Hôtel de ville                                           | Place d'Armes                                                     | 49° 07′ 11″ nord, 6° 10′ 35″ est | « PA00106852 » | Classé                 | 1922                | Hôtel de ville                                          |
| Immeuble                                                 | 12 rue des Bénédictins                                            | 49° 07′ 29″ nord, 6° 10′ 27″ est | « PA00106855 » | Inscrit                | 1929                | Immeuble                                                |
| Immeuble                                                 | 20 rue Chèvremont                                                 | 49° 07′ 19″ nord, 6° 10′ 41″ est | « PA00106857 » | Inscrit                | 1970                | Immeuble                                                |
| Immeubles                                                | 3, 3bis rue du Coëtlosquet 4 rue des Trois-Boulangers             | 49° 06′ 53″ nord, 6° 10′ 30″ est | « PA00106858 » | Inscrit                | 1986                | Immeubles                                               |
| Immeubles                                                | 1, 2, 3, 6, 6bis, 7, 11 place de la Comédie                       | 49° 07′ 17″ nord, 6° 10′ 19″ est | « PA00106859 » | Classé Inscrit         | 1930                | Immeubles                                               |
| Immeuble                                                 | 11 rue de la Fontaine                                             | 49° 06′ 53″ nord, 6° 10′ 43″ est | « PA00135718 » | Inscrit Classé         | 1994 1995           | Immeuble                                                |
| Immeuble                                                 | 20 rue Ladoucette                                                 | 49° 07′ 06″ nord, 6° 10′ 36″ est | « PA00106860 » | Inscrit                | 1947                | Immeuble                                                |
| Immeuble                                                 | 63 En Fournirue                                                   | 49° 07′ 05″ nord, 6° 10′ 43″ est | « PA00106856 » | Classé                 | 1975                | Image manquante Téléverser                              |
| Immeuble                                                 | 9 rue du Neufbourg 7 place Saint-Nicolas                          | 49° 06′ 49″ nord, 6° 10′ 40″ est | « PA00106878 » | Inscrit                | 1989                | Immeuble                                                |
| Magasin aux vivres                                       | 5 avenue Ney                                                      | 49° 06′ 50″ nord, 6° 10′ 12″ est | « PA00106861 » | Inscrit                | 1969                | Magasin aux vivres                                      |
| Maison                                                   | 19 rue du Change                                                  | 49° 07′ 02″ nord, 6° 10′ 44″ est | « PA00106862 » | Inscrit                | 1929                | Maison                                                  |
| Maisons                                                  | 21, 23 rue du Change                                              | 49° 07′ 01″ nord, 6° 10′ 44″ est | « PA00106863 » | Inscrit                | 1929                | Maisons                                                 |
| Maison                                                   | 25 rue du Change                                                  | 49° 07′ 03″ nord, 6° 10′ 44″ est | « PA00106864 » | Inscrit                | 1929                | Maison                                                  |
| Maison                                                   | 27 rue du Change                                                  | 49° 07′ 03″ nord, 6° 10′ 43″ est | « PA00106865 » | Inscrit                | 1929                | Maison                                                  |
| Maison                                                   | 12, 14 rue du Chanoine-Collin                                     | 49° 07′ 16″ nord, 6° 10′ 38″ est | « PA00106866 » | Inscrit                | 1930                | Maison                                                  |
| Maison                                                   | 2 rue Châtillon                                                   | 49° 06′ 47″ nord, 6° 10′ 27″ est | « PA00106867 » | Inscrit                | 1929                | Maison                                                  |
| Maison                                                   | 9 et 11 rue de la Fontaine                                        | 49° 06′ 53″ nord, 6° 10′ 43″ est | « PA00107073 » | Classé                 | 1994                | Maison                                                  |
| Maison                                                   | 36 en Fournirue                                                   | 49° 07′ 07″ nord, 6° 10′ 37″ est | « PA00106868 » | Inscrit                | 1930                | Maison                                                  |
| Maison                                                   | 60 en Fournirue                                                   | 49° 07′ 06″ nord, 6° 10′ 41″ est | « PA00106870 » | Inscrit                | 1929                | Maison                                                  |
| Maison                                                   | 8 rue de la Haye                                                  | 49° 07′ 15″ nord, 6° 10′ 14″ est | « PA00106873 » | Inscrit                | 1930                | Maison                                                  |
| Maison                                                   | 29 en Jurue                                                       | 49° 07′ 11″ nord, 6° 10′ 43″ est | « PA00106874 » | Inscrit                | 1929                | Maison                                                  |
| Maison                                                   | 2 rue Marchant                                                    | 49° 07′ 20″ nord, 6° 10′ 48″ est | « PA00106875 » | Inscrit                | 1929                | Image manquante Téléverser                              |
| Maison                                                   | 15 rue Maurice-Barrès                                             | 49° 06′ 49″ nord, 6° 10′ 31″ est | « PA00106876 » | Inscrit                | 1930                | Maison                                                  |
| Maison                                                   | 8 rue Mazelle                                                     | 49° 07′ 04″ nord, 6° 10′ 50″ est | « PA00106877 » | Classé                 | 1928                | Maison                                                  |
| Maisons                                                  | 10, 12 rue du Pont-de-la-Préfecture                               | 49° 07′ 16″ nord, 6° 10′ 30″ est | « PA00106879 » | Inscrit                | 1929                | Image manquante Téléverser                              |
| Maison                                                   | 2 place Sainte-Croix                                              | 49° 07′ 12″ nord, 6° 10′ 43″ est | « PA00106880 » | Inscrit                | 1930                | Maison                                                  |
| Maison                                                   | 8 place Sainte-Croix                                              | 49° 07′ 13″ nord, 6° 10′ 44″ est | « PA00106881 » | Inscrit                | 1930                | Maison                                                  |
| Maisons                                                  | 10 place Saint-Étienne 8 place de la Chambre                      | 49° 07′ 14″ nord, 6° 10′ 30″ est | « PA00106882 » | Classé                 | 1923 1959           | Maisons                                                 |
| Maison                                                   | 14 place Saint-Jacques                                            | 49° 07′ 07″ nord, 6° 10′ 34″ est | « PA00106883 » | Inscrit                | 1930                | Maison                                                  |
| Maison                                                   | 1, 3 place Saint-Louis                                            | 49° 07′ 02″ nord, 6° 10′ 44″ est | « PA00106884 » | Inscrit                | 1929                | Maison                                                  |
| Maisons                                                  | 5, 7 place Saint-Louis                                            | 49° 07′ 02″ nord, 6° 10′ 44″ est | « PA00106885 » | Inscrit                | 1929                | Maisons                                                 |
| Maisons                                                  | 9, 11 place Saint-Louis                                           | 49° 07′ 02″ nord, 6° 10′ 44″ est | « PA00106886 » | Inscrit                | 1929                | Maisons                                                 |
| Maison                                                   | 13 place Saint-Louis                                              | 49° 07′ 01″ nord, 6° 10′ 44″ est | « PA00106887 » | Inscrit                | 1929                | Maison                                                  |
| Maison                                                   | 15 place Saint-Louis                                              | 49° 07′ 01″ nord, 6° 10′ 44″ est | « PA00106888 » | Inscrit                | 1929                | Maison                                                  |
| Maison                                                   | 17 place Saint-Louis                                              | 49° 07′ 01″ nord, 6° 10′ 44″ est | « PA00106889 » | Inscrit                | 1929                | Maison                                                  |
| Maison                                                   | 19, 21 place Saint-Louis                                          | 49° 07′ 01″ nord, 6° 10′ 44″ est | « PA00106890 » | Inscrit                | 1929                | Maison                                                  |
| Maison                                                   | 21bis place Saint-Louis                                           | 49° 07′ 00″ nord, 6° 10′ 44″ est | « PA00106891 » | Inscrit                | 1929                | Maison                                                  |
| Maison                                                   | 23 place Saint-Louis                                              | 49° 07′ 00″ nord, 6° 10′ 42″ est | « PA00106892 » | Inscrit                | 1929                | Maison                                                  |
| Maison                                                   | 25 place Saint-Louis                                              | 49° 07′ 00″ nord, 6° 10′ 44″ est | « PA00106893 » | Inscrit                | 1929                | Maison                                                  |
| Maison                                                   | 27 place Saint-Louis                                              | 49° 07′ 00″ nord, 6° 10′ 44″ est | « PA00106894 » | Inscrit                | 1929                | Maison                                                  |
| Maisons                                                  | 29, 31, 33 place Saint-Louis                                      | 49° 06′ 59″ nord, 6° 10′ 43″ est | « PA00106895 » | Inscrit                | 1929                | Maisons                                                 |
| Maison                                                   | 35 place Saint-Louis                                              | 49° 06′ 59″ nord, 6° 10′ 43″ est | « PA00106896 » | Inscrit                | 1929                | Maison                                                  |
| Maison                                                   | 37 place Saint-Louis                                              | 49° 06′ 59″ nord, 6° 10′ 43″ est | « PA00106897 » | Inscrit                | 1929                | Maison                                                  |
| Maison                                                   | 39 place Saint-Louis                                              | 49° 06′ 59″ nord, 6° 10′ 43″ est | « PA00106898 » | Inscrit                | 1929                | Maison                                                  |
| Maison                                                   | 41, 43 place Saint-Louis                                          | 49° 06′ 59″ nord, 6° 10′ 43″ est | « PA00106899 » | Inscrit                | 1929                | Maison                                                  |
| Maison                                                   | 45 place Saint-Louis                                              | 49° 06′ 58″ nord, 6° 10′ 43″ est | « PA00106900 » | Inscrit                | 1929                | Image manquante Téléverser                              |
| Maison                                                   | 47 place Saint-Louis                                              | 49° 06′ 58″ nord, 6° 10′ 43″ est | « PA00106901 » | Inscrit                | 1929                | Maison                                                  |
| Maison                                                   | 49 place Saint-Louis                                              | 49° 06′ 58″ nord, 6° 10′ 43″ est | « PA00106902 » | Inscrit                | 1929                | Maison                                                  |
| Maison                                                   | 51 place Saint-Louis                                              | 49° 06′ 58″ nord, 6° 10′ 43″ est | « PA00106903 » | Inscrit                | 1929                | Maison                                                  |
| Maison                                                   | 53 place Saint-Louis                                              | 49° 06′ 58″ nord, 6° 10′ 43″ est | « PA00106904 » | Inscrit                | 1929                | Maison                                                  |
| Maison                                                   | 55 place Saint-Louis                                              | 49° 06′ 57″ nord, 6° 10′ 43″ est | « PA00106905 » | Inscrit                | 1929                | Maison                                                  |
| Maison                                                   | 57 place Saint-Louis                                              | 49° 06′ 57″ nord, 6° 10′ 43″ est | « PA00106906 » | Inscrit                | 1929                | Maison                                                  |
| Maison                                                   | 59 place Saint-Louis                                              | 49° 06′ 57″ nord, 6° 10′ 43″ est | « PA00106907 » | Inscrit                | 1929                | Maison                                                  |
| Maison                                                   | 61 place Saint-Louis                                              | 49° 06′ 57″ nord, 6° 10′ 43″ est | « PA00106908 » | Inscrit                | 1929                | Maison                                                  |
| Maison                                                   | 63 place Saint-Louis                                              | 49° 06′ 57″ nord, 6° 10′ 42″ est | « PA00106909 » | Inscrit                | 1929                | Maison                                                  |
| Maison                                                   | 42 rue Saint-Marcel                                               | 49° 07′ 21″ nord, 6° 10′ 16″ est | « PA00106910 » | Inscrit                | 1930                | Maison                                                  |
| Maison                                                   | 45 rue Vigne-Saint-Avold                                          | 49° 06′ 52″ nord, 6° 11′ 00″ est | « PA00106911 » | Inscrit                | 1929                | Maison                                                  |
| Maison natale de Paul Verlaine                           | 2 rue Haute-Pierre                                                | 49° 07′ 02″ nord, 6° 10′ 17″ est | « PA00106872 » | Inscrit                | 1978                | Maison natale de Paul Verlaine                          |
| Maison des Têtes                                         | 51 en Fournirue                                                   | 49° 07′ 06″ nord, 6° 10′ 41″ est | « PA00106869 » | Inscrit                | 1929                | Maison des Têtes                                        |
| Nécropole nationale de Chambière                         |                                                                   | 49° 10′ 40″ nord, 6° 07′ 13″ est | « PA57000039 » | Inscrit                | 2017                | Nécropole nationale de Chambière                        |
| Opéra-théâtre                                            | 5 place de la Comédie                                             | 49° 07′ 18″ nord, 6° 10′ 22″ est | « PA00106920 » | Classé                 | 1930                | Opéra-théâtre                                           |
| Palais du Gouverneur                                     | Rue de la Citadelle                                               | 49° 06′ 48″ nord, 6° 10′ 06″ est | « PA00106912 » | Inscrit                | 1975                | Palais du Gouverneur                                    |
| Palais de justice                                        | 3 rue Haute-Pierre                                                | 49° 07′ 00″ nord, 6° 10′ 16″ est | « PA00106913 » | Classé                 | 1921 1929           | Palais de justice                                       |
| Place d'Armes                                            |                                                                   | 49° 07′ 12″ nord, 6° 10′ 33″ est | « PA00106914 » | Classé                 | 1948                | Place d'Armes                                           |
| Place Saint-Étienne                                      |                                                                   | 49° 07′ 12″ nord, 6° 10′ 30″ est | « PA00106915 » | Classé                 | 1930                | Place Saint-Étienne                                     |
| Pont des Thermes                                         |                                                                   | 49° 07′ 23″ nord, 6° 10′ 35″ est | « PA00106916 » | Classé                 | 1927                | Pont des Thermes                                        |
| Porte des Allemands                                      |                                                                   | 49° 07′ 04″ nord, 6° 11′ 08″ est | « PA00106837 » | Inscrit Classé Inscrit | 1929 1932 1966 1971 | Porte des Allemands                                     |
| Porte de Bellecroix                                      | Rue du Corps-Expéditionnaire-Français                             | 49° 07′ 15″ nord, 6° 11′ 29″ est | « PA00106841 » | Classé                 | 1982                | Porte de Bellecroix                                     |
| Poste centrale                                           | Rue Gambetta Rue Charlemagne Rue d'Austrasie Rue La Fayette       | 49° 06′ 36″ nord, 6° 10′ 31″ est | « PA00106850 » | Inscrit                | 1975                | Poste centrale                                          |
| Synagogue                                                | 39 rue du Rabbin-Elie-Bloch                                       | 49° 07′ 24″ nord, 6° 10′ 49″ est | « PA00106918 » | Inscrit                | 1984                | Synagogue                                               |
| Temple Neuf                                              | Place de la Comédie                                               | 49° 07′ 14″ nord, 6° 10′ 19″ est | « PA00106919 » | Classé                 | 1930                | Temple Neuf                                             |
| Tour Camoufle                                            |                                                                   | 49° 06′ 43″ nord, 6° 10′ 25″ est | « PA00106837 » | Inscrit                | 1929                | Tour Camoufle                                           |
| Tour des Esprits                                         |                                                                   | 49° 07′ 15″ nord, 6° 11′ 08″ est | « PA00106837 » | Inscrit                | 1932                | Tour des Esprits                                        |
| Les Trinitaires                                          | Impasse des Trinitaires                                           | 49° 07′ 17″ nord, 6° 10′ 45″ est | « PA00106825 » | Classé                 | 1930                | Les Trinitaires                                         |
| Vestiges gallo-romains                                   | Carmel 2 rue de la Bibliothèque                                   | 49° 07′ 16″ nord, 6° 10′ 42″ est | « PA00106921 » | Classé                 | 1938                | Vestiges gallo-romains                                  |